# 丹尼爾角
72°43′S 169°55′E / 72.717°S 169.917°E
丹尼爾角（Cape Daniell），是南極洲的海岬，位於維多利亞地的博克格雷溫克海岸，處於丹尼爾半島東北端，是塔克灣入口處南部，在1841年1月15日由詹姆斯·克拉克·羅斯發現，現時由南極條約體系管理。